# Querroneso (ciudad de Caria)
Querroneso o Quersoneso (en griego, Χερρόνησος) fue una antigua ciudad griega de Caria. 
Perteneció a la Liga de Delos puesto que aparece mencionada en los registro de tributos a Atenas entre los años 452/1 y 429/8 a. C. donde pagaban un phoros de dos a tres talentos. También se cita en el decreto de tasación de tributos a Atenas del año 425/4 a. C. Se conservan monedas que se han fechado en torno al año 500 a. C. que se atribuyen a Quersoneso, donde aparece la leyenda «ΧΕΡ». Es mencionada también por Esteban de Bizancio.
Se desconoce su localización exacta.